# 韩健 (羽毛球运动员)
韩健（1956年7月6日—），辽宁沈阳人，中国男子羽毛球运动员，因為其獨特的死纏防守性打法，而在羽坛有“牛皮糖”的稱號；於1980年代，又與杨阳、赵剑华和熊国宝並稱為中国羽坛的“四大天王”。在效力中国国家羽毛球队的期間，韩健曾兩度贏得世界羽毛球锦标赛及羽毛球世界杯的男单冠軍，亦是中國隊贏得1982年及1986年湯姆斯盃冠軍的主力成員。退役後，他曾擔任了八年马来西亚国家羽毛球队的教練，期間曾帶領马来西亚队贏得1992年汤姆斯杯冠軍。

## 簡歷

### 早年
韩健的父亲是东北工学院的医生，而母亲則在学院的体育教研室工作。韩健小学時期就读於望湖路小学，其后升到沈阳134中学，對足球和乒乓球最感興趣。韩健在1972年入选辽宁省羽毛球队，至1977年入选中国国家羽毛球队。

### 運動員時期
韩健凭借防守中突袭制胜，以及“牛皮糖”的死缠的打法独步球壇；在多次大赛中，他每每能凭着坚强意志，以持久戰将对手拖垮。
1982年，中國國家羽毛球隊首次闖進湯姆斯盃决赛。其中，韩健在第六局以“牛皮糖”的打法成功克制印尼隊的林水镜，最终帮助国家队首夺汤姆斯杯。1983年、1984年他蝉联羽毛球世界杯单打冠军。
1985年，韩健在世界羽毛球錦標賽的男單决赛中，擊敗丹麥的名將弗洛斯特，获得冠军；其后又在同年的世界羽毛球系列大奖赛中总积分排名第一，并于年底在日本东京举行的世界羽毛球大奖赛总决赛中获得冠军。他在1986年宣佈挂拍。

### 教練時期
退役后，韩健本想能留在国家队培育後輩，但由於他的「防守型打法」在国内颇有争议，他最終未有通過国家队总教练的竞选。1989年5月，他決定远走他乡，到马来西亚担任該國国家队的教练。
在马来西亚国家队執教的八年間，韩健先带队取得1990年汤姆斯杯亚军；两年后，他又和杨阳等一起帮助马来西亚男队贏得湯姆斯盃；其中，马来西亚队在半决赛中淘汰了中国队。在带领马来西亚队取得汤姆斯杯後，韩健獲马来西亚苏丹授予国家勇士的爵位。
此後，韩健功成身退，轉往马来西亚一家私人俱乐部，從事青少年的培养工作，其中培养出黄佩蒂、洪丽萍等球員。此外，他又把多年的实践經驗，拍成一部45集的教学片，又出了一本《羽毛球基本技术》的教學書籍。
2004年，韩健獲马来西亚政府授予的永久居留权，成為自1968年以来，第一个取得马来西亚绿卡的华人。